# Сент-Этьен-де-Сер
Сент-Этье́н-де-Сер (фр. Saint-Étienne-de-Serre, окс. Sant Estève de Serre) — коммуна во Франции, находится в регионе Рона — Альпы. Департамент коммуны — Ардеш. Входит в состав кантона Сен-Пьервиль. Округ коммуны — Прива.
Код INSEE коммуны 07233.

## Население
Население коммуны на 2008 год составляло 209 человек.
| 1962 | 1968 | 1975 | 1982 | 1990 | 1999 | 2008 |
| ---- | ---- | ---- | ---- | ---- | ---- | ---- |
| 336  | 317  | 254  | 192  | 186  | 172  | 209  |

## Экономика

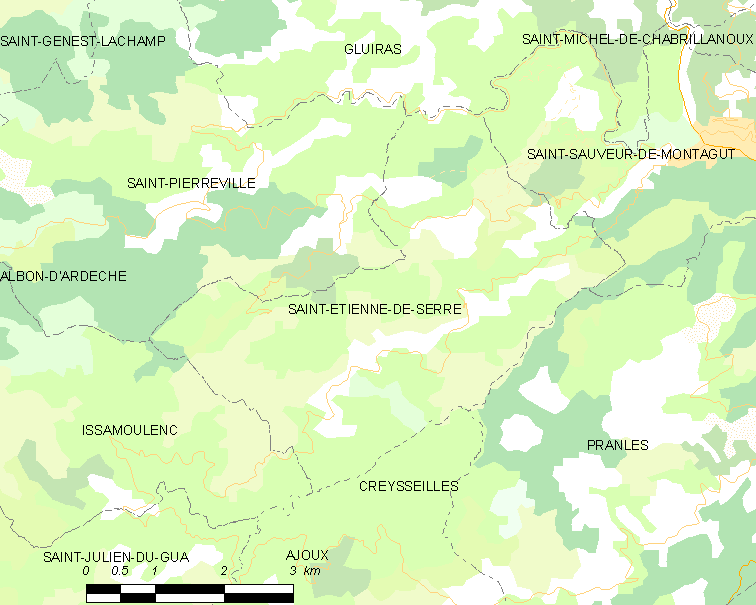
Карта коммуны

В 2007 году среди 120 человек в трудоспособном возрасте (15-64 лет) 75 были экономически активными, 45 — неактивными (показатель активности — 62,5 %, в 1999 году было 70,5 %). Из 75 активных работали 62 человека (34 мужчины и 28 женщин), безработных было 13 (6 мужчин и 7 женщин). Среди 45 неактивных 8 человек были учениками или студентами, 24 — пенсионерами, 13 были неактивными по другим причинам.